# Médiainformatika
A médiainformatika az informatika technikai eszközeinek a műszaki média különböző formáira és területeire történő kiterjesztésével és ezen technikai eszközök felhasználásának vizsgálatával foglalkozik. Elsődleges célja a kommunikációs folyamatok támogatása, a társadalom által használt médiumok létrehozása és bővítése.
A médiainformatika a közvetlen ember által érzékelhető percepciós médiumoktól indulva más médium típusokra (pl. elektronikus adatbázisok etc.) kiterjesztve alakít ki egységes rendszereket.
A médiainformatika interdiszciplináris terület magában foglalja az informatika, a távközlés, pszichológia, kommunikációs tudományok, közgazdaságtan különböző területeit. A 21. század könyvtárosának, levéltárosának, irattárosának média informatikussá kell válni. Munkájukhoz elengedhetetlenül hozzátartozik az archiválási rendszerek, a dokumentumkezelő rendszerek (document management), a tartalomkezelő rendszerek (content management), az adatbányászat ismerete, beleértve a fenti diszciplínák hátterét biztosító hardvereket és szoftvereket is.

## Webszerkesztés
Médiainformatikában webszerkesztés alatt tulajdonképpen igen széles ismeret-spektrumot értünk. A HTML nyelv alapjainak megismerése mellett szükséges a CSS ismerete is a jó dizájnhoz. Mindezek mellett jelenti tartalomkezelő rendszerek használatát, mint például: Joomla!, Drupal illetve a WordPress blogrendszer. Egyéb webes eszközök is tartoznak ide, ami egy jó webmester eszköztárába beleférhet, illetve a fentiek használatához szükséges vagy azokat kiegészíti. Ilyen például a phpBB fórumrendszer vagy a phpMyAdmin MySQL menedzser.

## Képkezelés, képszerkesztés
A médiainformatika szerves része a képkezelés. A médiainformatikusok ezért tanulmányaik során megismerkednek többek között az internetes újságírás alapjaival, a számítógépes grafika és a digitális képszerkesztés alapjaival valamint a különböző képformátumokkal, a digitális tárolás módjaival.
Ezen a téren a legfontosabb a különböző képszerkesztő/grafikus programok ismerete. Az adott intézmény lehetőségeitől függ, hogy mely programok kerülnek terítékre. A leggyakoribbak a GIMPshop, a Paint Shop Pro és a Photoshop. Ezeken kívül természetesen számos más program is szóba jöhet. Így az IrfanView vagy épp a Lightroom is.